# 貴嶋サキ
貴嶋 サキ（きじま サキ、貴嶋 沙希）は、畑健二郎の漫画作品およびそれを原作とするアニメ『ハヤテのごとく!』に登場する架空の人物。アニメでの声優は中島沙樹。
なお、当該作中登場人物の一人である西沢歩については、作中では主に「西沢さん」の呼称が用いられるが、本項では以下「歩」と表記する。

## プロフィール
- 誕生日：6月17日
- 血液型：B型
- 年齢：21歳（初登場時は20歳）
- 身長：161cm
- 体重：45kg

## 人物像
ワタル付きのメガネっ娘メイド。家族構成は父（養子）、母、祖母・レイ。ワタルのことは「若」、ハヤテなど他の人たちは「さん」付けで呼んでいる。髪の色は緑で、瞳の色は青。
実家の住所は東京都台東区上野。現在はレンタルビデオタチバナ新宿本店の2階にあるワタルの自宅に在住。ワタルの店でも働いており、ビデオの陳列などの仕事が多い。メイド姿で外も出歩くが、ワタルによればメイド服はサキの趣味であるとのこと。店の新規事業開拓に合わせてメイド服のデザインが新しく変更された。
祖母に連れられ世界を漫遊していたが、サハラ砂漠で彷徨っていたところをワタルの祖父・円京に助けられた。その後、母親が若すぎて放棄されたようなワタルの寂しげな横顔を見て、自身が無能とはいえ、彼を育てることでかつて円京に助けられた恩を返そうとしている。
好きな物は、コーヒー・メイド服・小物作り・ワタル・おばあちゃん。家事全般が苦手で、小物作りは得意だが祖母から教えてもらったデザイン以外は出来ない。
ワタルの部屋はサキグッズだらけで、グッズにはハートマークが大量に描かれている。また「SAKI」の文字を入れたり自分の顔をイラストで入れるため、ワタルの部屋は異様な雰囲気になっている。

## 性格・能力
見た目は有能そうであるが実際にはかなりのドジっ娘で、ドジをしなくなったのをワタルが心配するほどの天然ぶりから、ワタルと作者は「ポンコツメイド」と呼んでいる。お店でよく転んでは棚からDVDを落としたりするなどドジも多く、サキの失敗をワタルがフォローしている。転ぶ割に怪我は無いが、ワタルにはいつか怪我をするのではと心配される。ワタルはメイドと言った場合、サキよりもマリアの方がイメージとしては適切と思っているようである。センスは少し常識とはずれている。緊張し固まり、結果的にトンチンカンな言動を行うこともある。そのため、ワタルが恥ずかしい思いをする羽目になったりもする。
ワタルに関しては他の女の僅かな残り香を嗅ぎ取る程の嗅覚もしくは勘の持ち主。また素なのか計画しているのかはともかく、泣き顔になってワタルに無理矢理機嫌を取らせたりもするので、歩にはワタルは女の子のお尻に敷かれるタイプだと思われている。男性に対して潔癖症のきらいがある。初対面時ハヤテに普通に脇に抱えられただけで涙目になり、また肩に手を触れられただけでビクついている。ワタルもこの点に関しては例外ではない。なお、風呂は結構長い様子である
第3巻の巻頭・巻末のおまけ漫画によれば、ゲームはかなり弱い。暇なときはワタルとよくゲームをするが、対戦した場合本来は彼の圧勝である。ワタルは可哀想なので時折わざと負けているため、彼の勝率は6割まで下がっている。だが、ナギと対戦した場合は手加減が無いのでほぼナギが無敵となっている。ギャンブルもあまり強くない。

## 対人関係
ワタルのことを常に心配している一方、7歳年下であるにもかかわらず時に男として頼り甲斐のある彼に恋心を抱いている。2002年4月（ワタルが小学5年生になる）頃まで、ワタルとよく一緒にお風呂に入っていた。執事クエストに挑むため仲間を探すハヤテに「若は頼りになる」と言ったり、友人との会話では「イイ男には十分相手にされている」と言えるほど。バレンタインデーにはワタルにチョコレートをあげている。ワタルに好意を持つシスター・ソニアとワタルが話しているのを見ると殺意が沸くという。なお、一樹やシスターには二人は恋愛関係にあるように見えている。ほかにもワタルが愛歌のことを美人と口にした時にはかなり動揺を見せた。なお、サキ自身はワタルが彼女らを誑かしたと思っている節がある。
当初はワタルが伊澄のことを好きなことを気にしていない様子であったが、ワタルの母親の美琴に「好きな人が他の誰かと結婚する事を祝福できるか？」と問いかけられ、伊澄、咲夜、ソニアの顔を思い浮かべて言葉を詰まらせる。
当初はワタルのドジな姉のような存在であったが、最近は少し変化している。作者自身はバックステージのタイトルで「姉弟以上、夫婦未満」なる表現をしている。男性に対し潔癖なところがあるため、ワタルが成長してHになることを心配しており、また実際に少し警戒しているが、ワタルとホテルで一緒の部屋に泊り、同じベッドで寝ることにはあまり抵抗感が無さそうである。そして、ワタルが大人になることに関しては実は結構格好良かったり可愛いというかという微妙なスタンスを取っている。
サキの母親や、友達である秋さんと静子さんは彼女に男性との話が無いことを心配している。なお秋さんと静子さんはニートなので、サキ自身は彼女達の方を心配している。ワタルに心配してもらえるととても喜んで、彼が自分のことを全然心配してくれないととても腹を立てる。ただ元々ワタルからの反応はほとんどなく、朝帰りするとかお見合いを勧められたとかを言っても何も反応してくれなかった。この際勢いで京ノ介とお見合いしたが両者とも本気ではなく、結局雪路が乱入し話は無しになった。この際はワタルが尾行し乱入しようとしていたので、サキ自身機嫌が良く笑っていた。
ハヤテのことは元来の潔癖症ゆえに初めは結構怖気づいたが、新しい携帯電話をハヤテと買いに行ったり、「メイドホワイトマックスハート」 になってハヤテ（とナギ）をサポートするなど嫌いになってはなっておらず、年下であるが社会経験が豊富な彼に人生相談をしたり、咲夜から借りた新規事業の為の1億円を奪われた際には（ハヤテの不幸体質も原因の一つであったが）奪回に協力して貰い、サキの成人式や誕生日を忘れていたワタルにその事を教えてくれるなどワタルとの関係が進展するきっかけを作ってもらっている。ワタルが同人誌ショップを始めてからは店の経営や同人誌について相談するようになった（これがハヤテの不幸の原因ともなりえる）。
祖母がぼけて忘れている両親とは実は連絡は取れており、祖母の面倒を押し付けられている。前述したとおり実家は上野にあり、時折実家にも行っている。なお、実家は結構ボロかったので母親の鶴の一声でリフォームした。さほど描写は無いが実は白皇の学生や教員達とはワタルの弁当をメイド服姿で届けているためにかなり面識はある。マラソン自由型では実況ゲストとして初め出演したが、上手く解説できずワタルが代役となった。
ワタルと2年ぶりの泊りがけの旅行でラスベガスに渡航をした際、グランドキャニオンにて、ワタルの母親である美琴に偶然遭遇する。美琴はワタルに両親と暮らすアメリカでの生活を迫り、ワタルが本当は母親のことが好きであることを知っているサキはワタルと離れ離れになることに不安を感じるが、ホテルでの会話でワタルは自分との東京での生活を望んでいると言ってくれたことに安堵し、美琴とワタルとの生活を賭けてギャンブルで戦い、咲夜の支援、勝負の終盤で迷子になってラスベガスにやってきた伊澄の助言によるワタルの機転により勝利する。

## アニメ
アニメでは声優繋がりのネタで前番組『メルヘヴン』の移動呪文「アンダータ」を唱える。第1期第2クールEDでは初の眼鏡を外した姿を披露。原作ではワタルのサキへのプレゼントは20万円の振袖となっているが、アニメでは5万円の浴衣に変更されてそれを着てワタルと共に夏祭りに出かける。少女時代は祖母であり伝説のメイドでもある貴嶋レイと共に世界中を旅して回っていた（中国・イギリス・アメリカ・北アフリカなど）。
アニメでは、サキのナレーションによるとワタルの経営するレンタルビデオ店は新宿本店のみにもかかわらずテレビCMを出していたり、かなりマニアックな品揃えを誇っている（第1期第52話より）。
第1期第29話の京ノ介とのお見合いは服装が洋服から和服に、会場がホテルから日本庭園に、原作からそれぞれ変更されている。
雑誌アニメージュ2008年1月号の『ハヤテのごとく!』の企画記事「サキさんの部屋」によると、サキとワタルが初めて出会った時サキは15歳であったという。
キャラクターソング発売後にアニメ『ハヤテのごとく!』内で放送されたワタルとサキの執事通信によると、2007年11月21日に発売された二人のキャラクターソングである「哀MYSTERY」は、レンタルビデオ店橘の公式イメージソングであるとのことだが、このイメージソングがアニメ本編で流れることはなかった。

## 家族
貴嶋 レイ（きじま レイ）
サキの祖母。伝説のハウスメイド。行方不明になった娘夫婦（実はボケて忘れているだけ）を捜すため、サキと一緒に世界を漫遊していた。62歳の時、サハラ砂漠のど真ん中で命が尽きようとしていた際、橘円京にサキと共に助けられる。大統領暗殺を防ぎ、犯罪捜査にも協力したことがある。サンバイザーを愛用する。現在は、陽一とグアムで生活している。
サキの母
レイの娘。自宅は上野。サキを「サキちゃん」と呼んでいる。サキにお見合いを持ち掛けたが、登場は3コマのみで何も設定が無かった。後にサキの家のリフォームの話で回想シーンで小さく登場。

## 備考
- 作者にとってサキは絵的に描きやすくワタルとの絡みだといくらでも話が書けるが、読者がついてきてくれるか心配なので実現に至らないとのこと[5]。バックステージでは、ヤングサンデーやスピリッツに載る様な裸多め、対象年齢高めの話もやりたいとのことである[6]。
- 原作でサキがメインとなる回のサブタイトルは『信長の野望』にかけたしゃれで「サキさんのヤボ用」に統一されており、その後に同シリーズのサブタイトルが登場順で付いてくる（2007年12月現在では武将風雲録まで）[7]。
- 第5巻で背表紙を飾り、第6巻では表紙に登場。第10巻では初の私服姿を公開する。
- 第1回人気投票の回ではファンサービスにキスでもすべきと囃されたが、結局披露されなかった。だが、その回のバックステージではワタルの頬にキスをするシーンが載せられている[6]。また、2007年10月の秋葉原エンタまつり2007で行われた「ハヤテのごとく!キャラクター人気投票in秋葉原」では9位と僅かながら順位を上げた。
- サキは執事漫画の設定を考えていた際、おばあちゃんメイド（後のレイ）の孫で無愛想な少年（後のワタル）のお姉ちゃん的存在として考えてみたキャラクターだが、執事が出ていないなどの問題で担当に見せるまでもなくこの案は断念し、その名残で現在の『ハヤテのごとく!』の設定に落ち着いた[8]。
- 2007年10月号の月刊アニメージュにおける監督インタビューによると、アニメ版の監督・川口敬一郎はメガネ美人であるサキのことが好きであると語っている[9]。なお、アニメージュ2008年1月号に記載された「サキさんの部屋」によるとアニメージュ編集部にもサキのファンがいるという。